# 1915恰纳卡莱大桥
1915恰纳卡莱大桥（土耳其語：1915 Çanakkale Köprüsü），也被称为达达尼尔海峡大桥（土耳其語： Çanakkale Boğaz Köprüsü)，是土耳其西北部恰纳卡莱省的一座公路悬索桥。位于拉普塞基和蓋利博盧南部，馬爾馬拉海西側，横跨整個达达尼尔海峡。該橋在建設了五年後，於2022年3月18日由土耳其總統雷杰普·塔伊普·埃尔多安宣布橋梁正式通車。其官方名稱中的「1915」乃為紀念鄂圖曼帝國海軍在第一次世界大戰期間，對英法海軍的一場重要勝利而得名。
該橋主跨長度为2,023米（6,637英尺），為世界上最长的悬索桥，比日本的明石海峡大桥還要長32米（105英尺）。該橋將江位於東色雷斯的O-3（3號公路）、O-7（7號公路），和位於安納托利亞的O-5（5號公路）連接起來。
這座橋是達達尼爾海峽上的第一座固定式跨海大橋，也是繼博斯普魯斯海峽上的三座橋後，橫跨整個黑海海峽的第四座橋梁。

## 設計與成本
該大橋的招標項目由特克芬建築與設備公司設計，總體設計由考伊公司與韓國平華工程資訊公司（PEC，僅負責纜索設計與引橋設計）負責。奧雅納與阿斯-雅各布森負責該項目的獨立設計核查，特克芬與T-ingénierie負責管理顧問。
該大橋總長為3,563米（11,690英尺），加上高架引橋的話則為4,608米（15,118英尺），比奧斯曼加齊大橋的總長加上高架引橋的長度再長527米（1,729英尺），成為土耳其國內最長的橋梁。大橋雙塔高為334米（1,096英尺），超越了亞武茲蘇丹塞利姆大橋的高度，為土耳其境內最高的橋梁，也為土耳其境內第三高的建築物。同時該橋也超越中華人民共和國的平塘大橋，成為目前世界上第二高橋梁。該橋面高72.8米（239英尺），寬45.06米（147.8英尺），最大厚度為3.5米（11英尺）。橋面上有六條車道（雙向各三條），兩側各有一用於維修用途的行道。
根據總統埃尔多安表示，建造這座橋梁的成本為25億歐元（27億美元），但是每年將可以節省燃料消耗或碳排量4.15億歐元（4.58亿美元）。

## 歷史
事實上早在上世紀90年代時，就一直有著建造一座橫跨達達尼爾海峽的訴求，2012年時這項訴求再次被提起，到了2014年，土耳其政府將其列入土耳其未來交通項目列表之一。2016年9月，政府啟動了大橋建設項目。爾後該橋於2017年開始招標，最後由土耳其的利馬克控股公司與建築中心控股公司，以及韓國的DL集團與SK集团得標。
該橋於2017年3月開始施工，大橋最初預定在2023年9月完工，但後來提早至2022年3月。2020年5月16日，靠近加里波利一側（歐洲海岸）的第二座塔樓竣工。到了2021年11月13日，所有的塊狀橋面均安裝完畢。該橋最後於2022年3月18日通車、收費，價格為200土耳其里拉（6.78歐元）。
中国总领事张美芳于2023年2月13日向社交媒体上传了一部影片，该影片错误地声称土耳其的桥梁由于中国技术而经受住了最近的毁灭性地震。 张写道，“中国在土耳其建造的桥梁经受住了地震#ChinaTech。”。 她还错误地称“蜀道集团的一家子公司是唯一参与建设的”。 这座桥也不太可能受到2023年2月6日袭击土耳其东南部省份的毁灭性7.8级地震的任何威胁，因为它位于距地震震中最近的城市卡赫拉曼馬拉什西北约 950 公里（590 英里）处。

## 象征意義
這座橋的名称中的数字1915、橋塔的高度（318米）和开工日期（3月18日）都与1915年3月18日的加里波利海軍行動中，鄂圖曼海軍取得勝利的日期有关。大桥主跨长度2023米，是指土耳其共和国成立一百周年（1923年–2023年）。

## 圖片集

Under construction
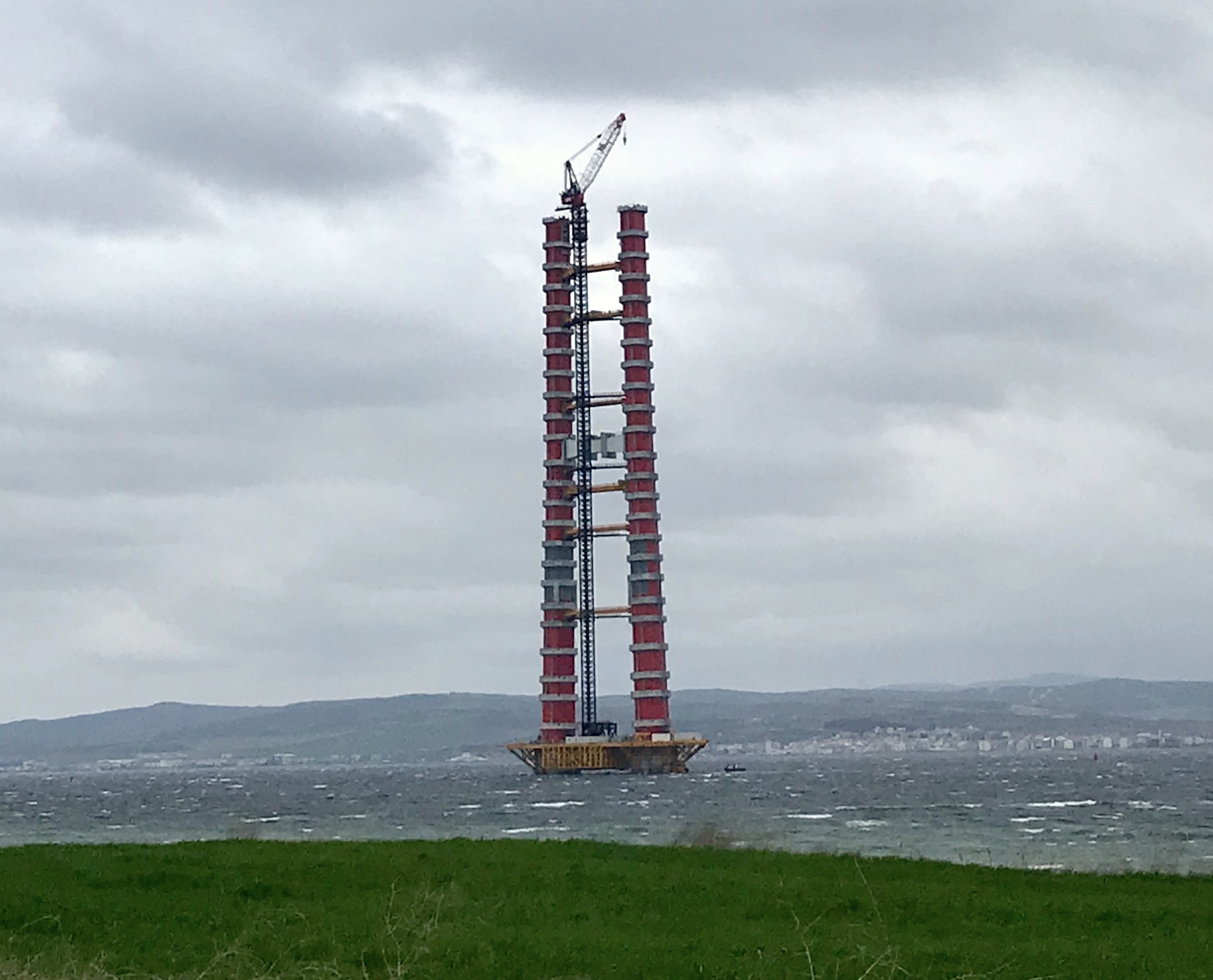
2020年3月，西塔
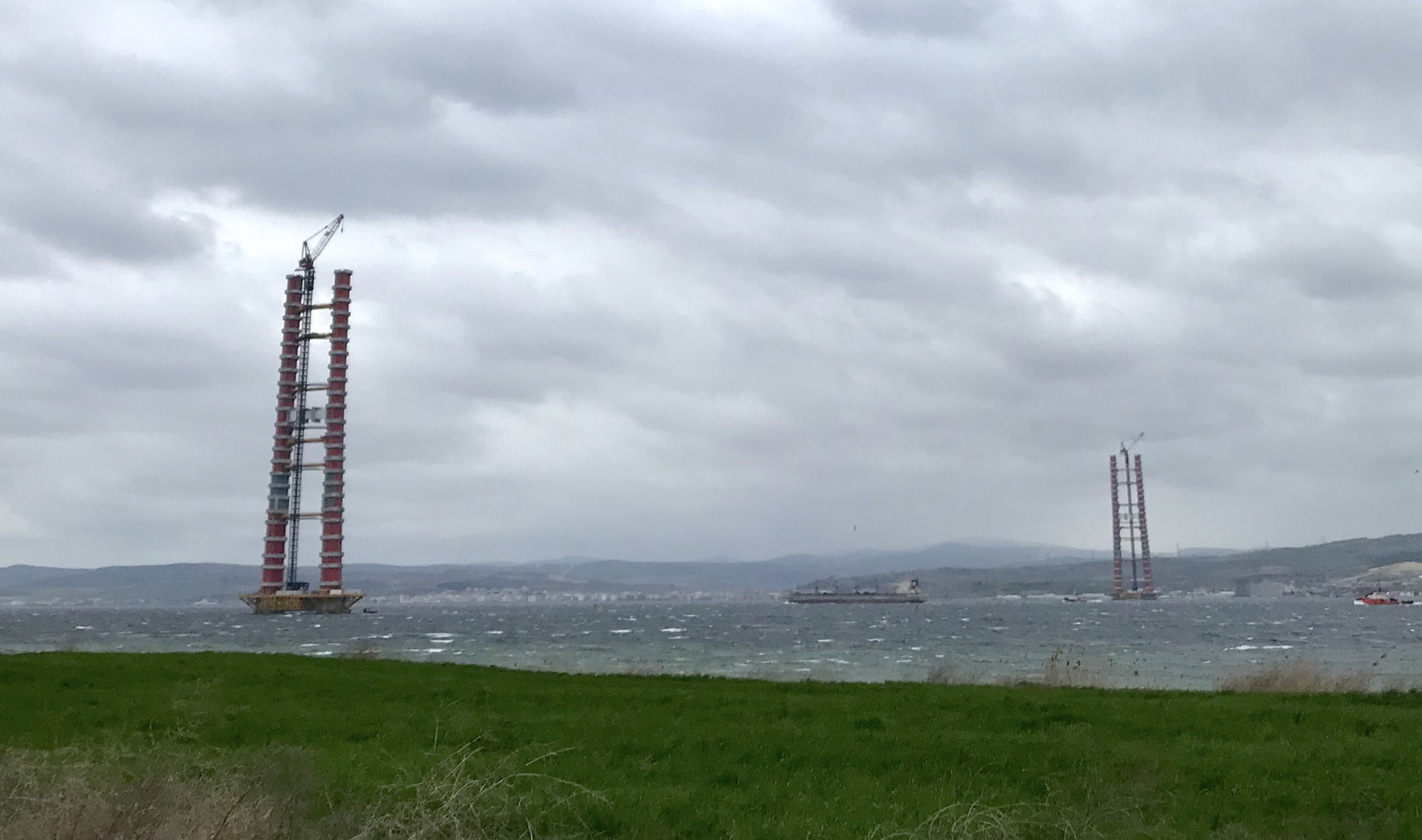
2020年3月，從歐洲一側所看
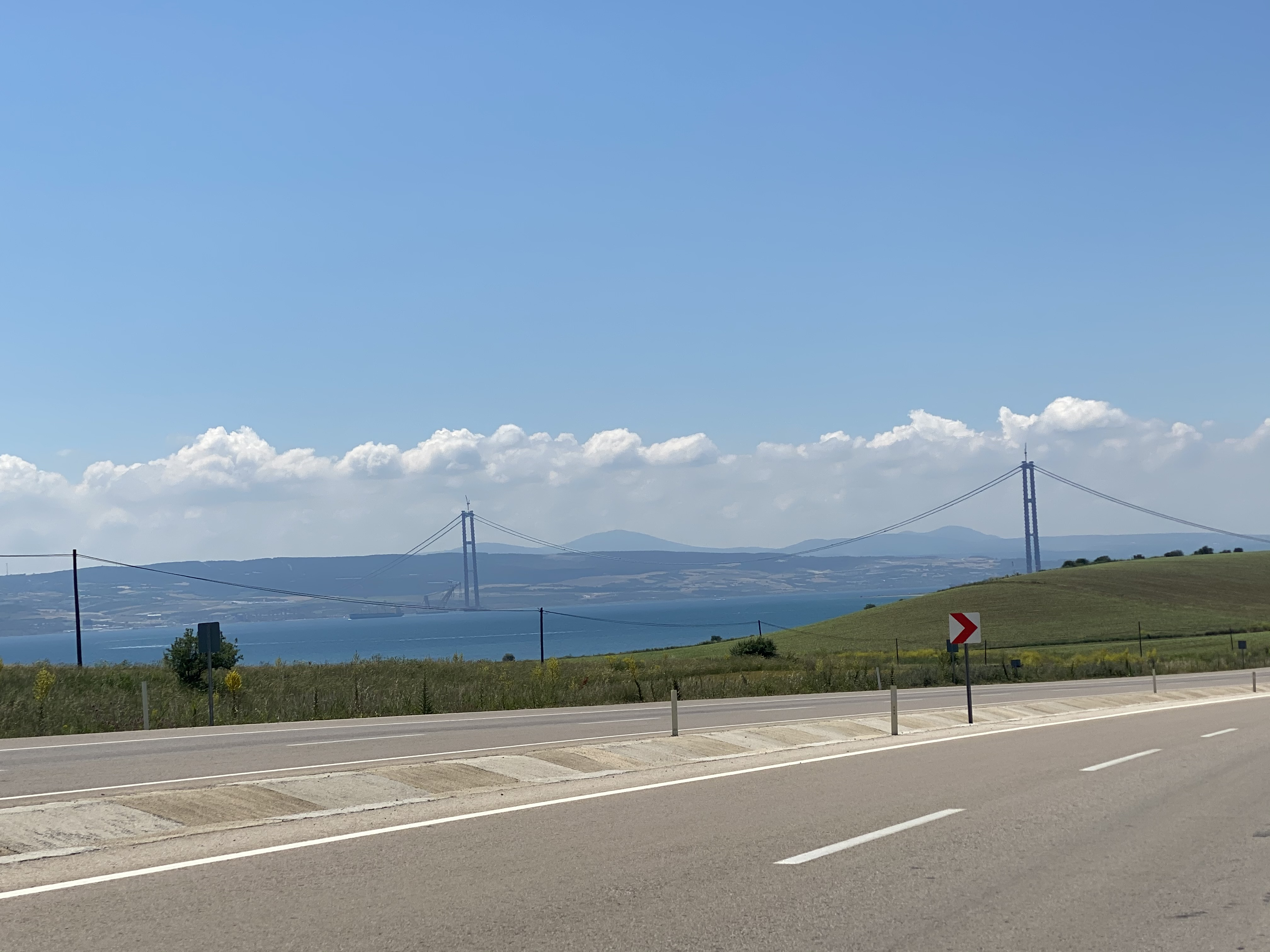
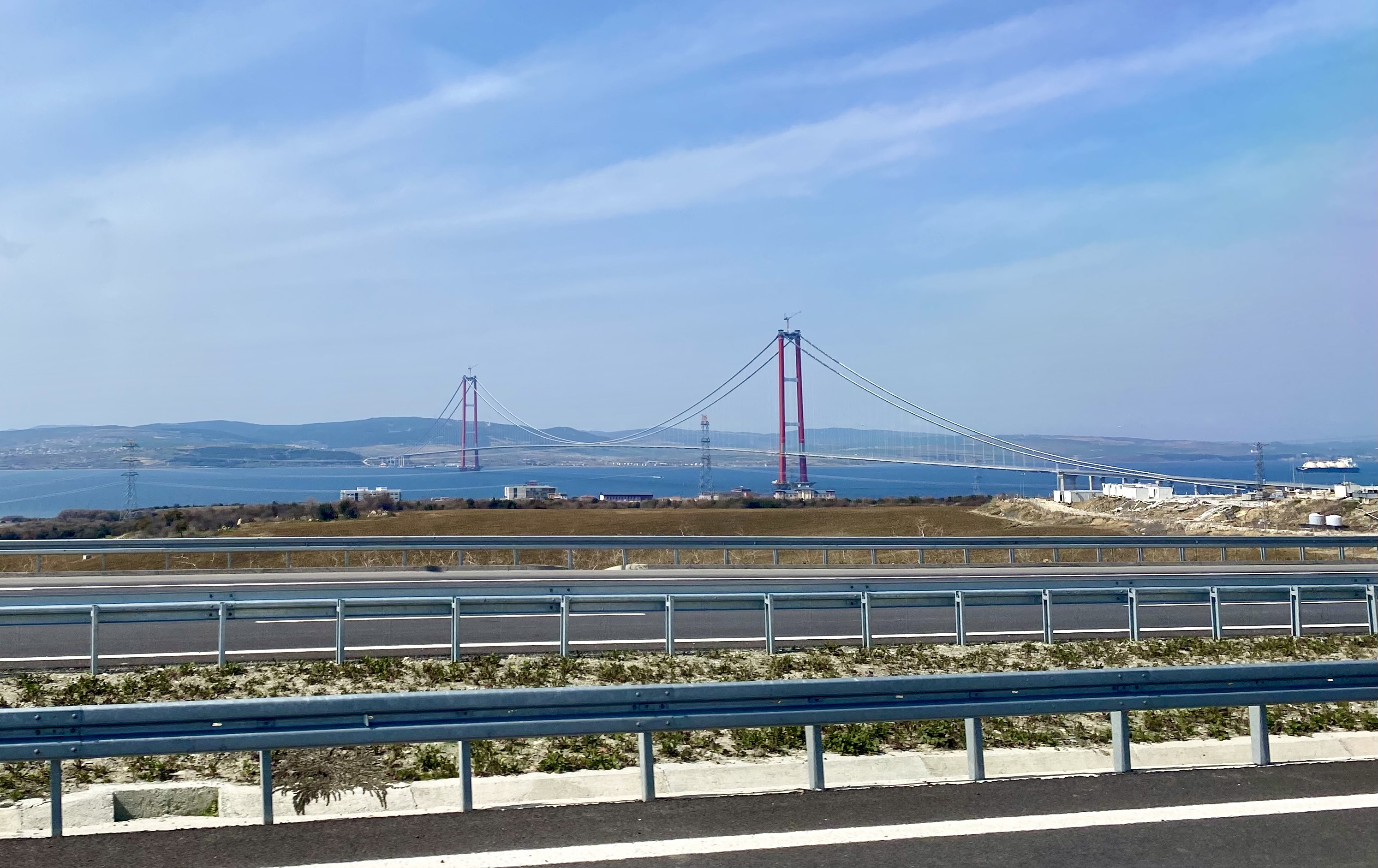
即將完工的大橋
- 2022年3月在大橋上拍的影片
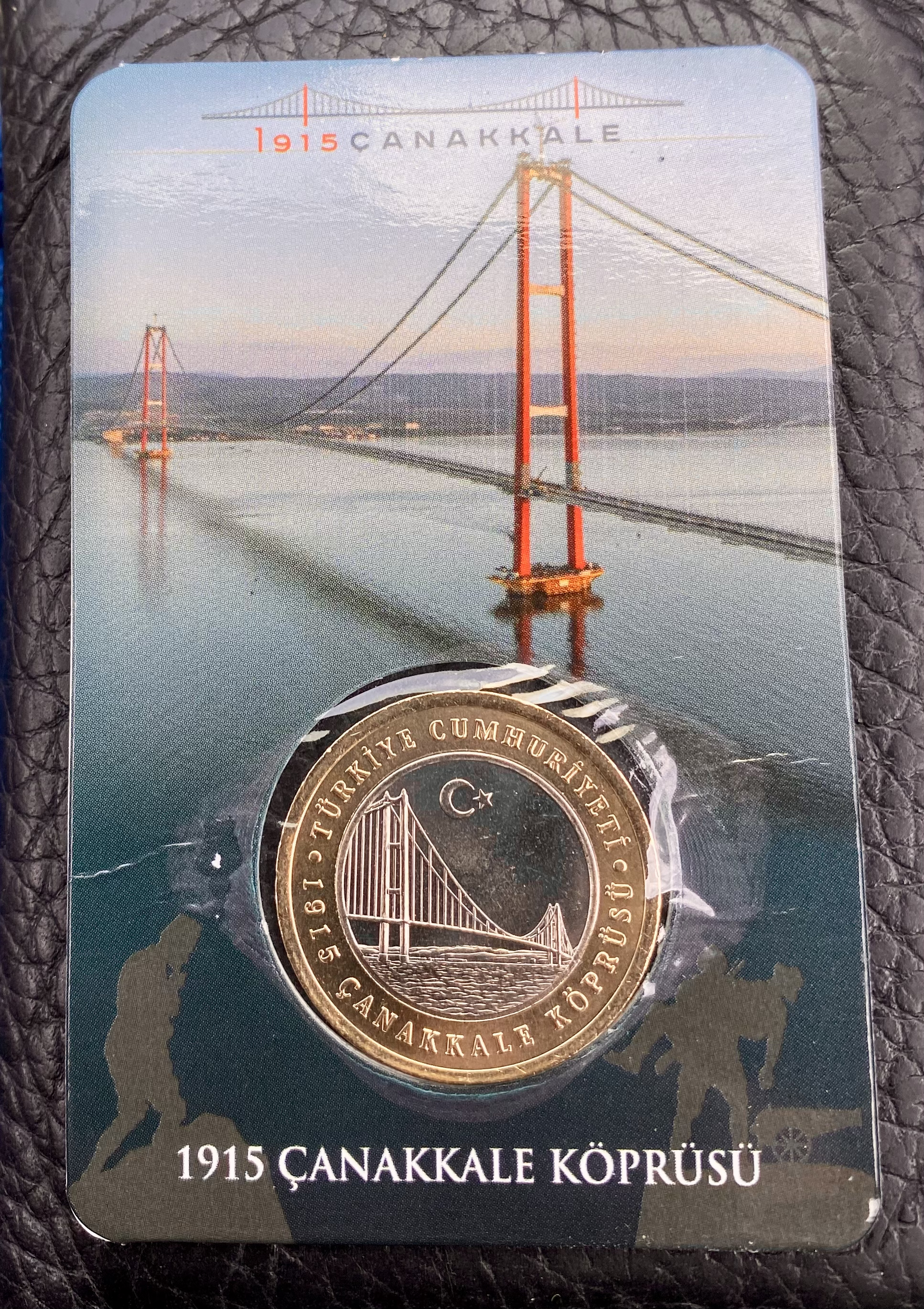
1915恰納卡萊大橋紀念幣

## 外部連結
- 官方網站 （页面存档备份，存于）
- 1915恰納卡萊大橋 （页面存档备份，存于）